# Włoszczówka
Włoszczówka – część miasta Włoszczowa. Rozciąga się od obecnej Szkoły Podstawowej nr 1 do Podzamcza. Jako niezależna wieś od XVII w. do początków XX w. Dokumenty potwierdzające istnienie Włoszczówki to przede wszystkim stare mapy oraz napis na kapliczce przy ulicy Partyzantów z 1902 r.